# 春咲暖
春咲 暖（はるさき のん、2000年2月13日 - ）は、日本の女性声優。女性アイドルグループ・A応Pの元メンバー。秋田県出身。ソニー・ミュージックアーティスツ所属。

## 略歴
2015年、ソニー・ミュージックアーティスツ主催のオーディション「アニストテレス vol.4」でグランプリを受賞。
2016年、アプリゲーム『ウィッチ・アームス』の東雲アニタ役でデビュー。
2017年5月、「A応P」の候補生オーディションに合格し、候補生ユニット「A応P ZERO」として活動開始。芸名を猿田暖から春咲暖に改名。
2018年、TVアニメ『スロウスタート』の後輩役でテレビアニメに初出演。
2018年3月、「A応P」正規メンバーに昇格。翌年7月からはグループのリーダーを務める。メンバーカラーはレッド。2021年3月31日のグループ解散まで約4年間活動した。

## 人物
趣味はYouTubeを見ること、音楽鑑賞、ひたすら寝ること。特技は新体操、フラフープ、縄跳び、かわいいねこを早く描くこと。好きなアニメのジャンルは「バトルが熱い少年マンガ系アニメ」。
ご飯を食べることが好きで、特に鶏肉が大好きである。

## 出演
太字はメインキャラクター。

### テレビアニメ
- スロウスタート（2018年、後輩[8]）
- 京都寺町三条のホームズ（2018年、女性A[9]）
- フライングベイビーズ（2019年、なつ[10][11]）
- NieR:Automata Ver1.1a（2023年 - 2024年[12][12]、アネモネ[13]） - 2シリーズ[一覧 1]

### ゲーム
2010年代
- ウィッチ・アームス〜魔法少女は眠れない〜（2016年、東雲アニタ）
- WAR OF BRAINS（2018年、ミス・ダイアナ、パロ）

2020年
- BATON=RELAY（瀬戸ひなの）

2022年
- アサルトリリィ Last Bullet（藤田槿）
- メメントモリ（シズ）

2023年
- ヘブンバーンズレッド（習志野ドーム住人）
- サンローラン騎士団（ロビン）

2024年
- 学園アイドルマスター（2024年 - 2025年、秦谷美鈴）
- プロジェクトセカイ カラフルステージ! feat. 初音ミク

2025年
- 桜色の夢を見て、僕は君に恋をする（伊奈祥子）
- アズールレーン（ヴィットリオ・クニベルティ）

### ラジオ
※はインターネット配信。
- 春咲暖ののんたいとる（2025年 - 、QloveR※）[21]

### テレビ番組
※はインターネット配信。
- 春咲暖の魔法少女化計画（2016年 - 2017年、SHOWROOM※）
- 声技の英雄（2021年10月5日 - 2022年3月29日、TOKYO MX）[22]
- 春咲暖と陽高真白の「おうちとれーにんぐっ！」（2024年 - 、OPENREC.tv※）[23]

### デジタルコミック
- CARNELIAN BLOOD（2020年、ヴェラ、イルマ[24]）

### 舞台
- 爆走おとな小学生「あたしをくらえ。」（2018年10月17日 - 21日、新宿村LIVE） - ラキオテ 役[3]（team Bウィルス）
- やがて君になる - 叶こよみ 役[3]
  - 舞台「やがて君になる」（2019年5月3日 - 12日、全労済ホール／スペース・ゼロ）[25]
  - 舞台「やがて君になる」encore（2022年11月25日 - 12月4日、品川プリンスホテル クラブeX）
- 劇メシ「アイ・アム・エー・アイ 〜I★M★A★I〜」（2020年3月12日 - 15日、日本大通り・イタリアンダイニング カリーナ） - 未名来ひよこ 役（○チーム）
- 少女ヨルハ Ver1.1a（2020年12月3日 - 6日、東京建物 Brillia HALL） - スイレン 役
- 爆走おとな小学生「初等教育ロイヤル」（2020年12月25日 - 27日、COOL JAPAN PARK OSAKA TTホール / 2021年1月7日、シアター1010） - 中村さん 役[26]
- Flying Trip「キミノタケ」（2021年2月17日 - 25日、こくみん共済 coop ホール／スペース・ゼロ）[27]
- ソフトボイルド「ミッション・イン東京物語」（2021年6月23日 - 27日、CBGKシブゲキ!!） - 曙橋みち子 役[28]
- アサルトリリィ - 藤田槿 役
  - 舞台「アサルトリリィ 御台場女学校」-The Singular Ability-（2021年8月20日 - 29日、紀伊國屋ホール）[29]
  - 舞台「アサルトリリィ 御台場女学校」-The Empathy Phenomenon-（2022年2月17日 - 28日、紀伊國屋サザンシアター TAKASHIMAYA）
  - 舞台「アサルトリリィ 御台場女学校」-The Snowdrop-（2024年8月1日 - 11日、紀伊國屋サザンシアター TAKASHIMAYA）
  - 舞台「アサルトリリィ」-眞說・御台場迎撃戦-（2025年9月20日 - 25日、シアター1010）※ダブルキャスト[30]
- 乙女ゲームの破滅フラグしかない悪役令嬢に転生してしまった… THE STAGE（2022年6月30日 - 7月5日、サンシャイン劇場） - 佐々木敦子 役[31]
- SUPERNOVA「泡沫の空に光を飛ばした」（2024年2月7日 - 18日、王子小劇場） - 茶竹香音 役[32]
- 断罪された悪役令嬢は、逆行して完璧な悪女を目指す（2025年3月26日 - 30日、CBGKシブゲキ!!） - フェルミナ・リンジー 役[33]

### 朗読劇
- メイホリックシアター01 朗読劇『叶え屋「ソルシレーヴ」〜メリーバッドエンド〜』（2020年10月8日 - 11日、ファンファーレ高円寺） - 主演・エマ 役[34][35]
- メイホリックシアター02 朗読劇『彼女の愛した都市伝説』（2020年11月13日 - 15日、新宿シアター・ミラクル） - 主演・芙蓉 役[36]
- Act Session vol.1「喜笑転結」（2022年2月13日、浅草九倶楽部 浅草九劇）[37]

### テレビドラマ
- 渋谷先生がだいたい教えてくれる 第6話（2022年5月10日、TOKYO MX） - 生徒 役[38]

## ディスコグラフィ

### キャラクターソング
| 発売日         | 商品名                                      | 歌                                                                   | 楽曲                                     | 備考                                                           |
| -------------- | ------------------------------------------- | -------------------------------------------------------------------- | ---------------------------------------- | -------------------------------------------------------------- |
| 2017年8月11日  | Magical Love Happy!                         | 兵藤彩芽（水瀬いのり）、一ノ瀬諸葉（伊波杏樹）、東雲アニタ（春咲暖） | 「Magical Love Happy!」                  | ゲーム『ウィッチ・アームス〜魔法少女は眠れない〜』テーマソング |
| 2020年6月17日  | Start me up/かけだしのモノローグ            | BATON=RELAY Project                                                  | 「Start me up」 「かけだしのモノローグ」 | ゲーム『BATON=RELAY』関連曲                                    |
| 2020年6月17日  | Start me up/かけだしのモノローグ            | Daylight                                                             | 「Daylight Sinfonia」                    | ゲーム『BATON=RELAY』関連曲                                    |
| 2020年6月17日  | ミライ=バトン                               | BATON=RELAY Project                                                  | 「ミライ=バトン」                        | ゲーム『BATON=RELAY』関連曲                                    |
| 2020年6月17日  | ミライ=バトン                               | Daylight                                                             | 「月光アイ歌」                           | ゲーム『BATON=RELAY』関連曲                                    |
| 2025年2月8日   | ENDLESS DANCE                               | 花海佑芽（松田彩音）、秦谷美鈴（春咲暖）、十王星南（陽高真白）       | 「ENDLESS DANCE」                        | ゲーム『学園アイドルマスター』関連曲                           |
| 2025年4月上旬  | 秦谷美鈴 誕生日記念Single「たいせつなもの」 | 秦谷美鈴（春咲暖）                                                   | 「たいせつなもの」                       | ゲーム『学園アイドルマスター』関連曲                           |
| 2025年5月17日  | 標                                          | 初星学園                                                             | 「標」                                   | ゲーム『学園アイドルマスター』関連曲                           |
| 2025年5月21日  | 秦谷美鈴 1st Single「ツキノカメ」           | 秦谷美鈴（春咲暖）                                                   | 「ツキノカメ」 「初」 「Campus mode!!」  | ゲーム『学園アイドルマスター』関連曲                           |
| 2025年7月5日   | がむしゃらに行こう！                        | 花海佑芽（松田彩音）、秦谷美鈴（春咲暖）、十王星南（陽高真白）       | 「がむしゃらに行こう！」                 | ゲーム『学園アイドルマスター』関連曲                           |
| 2025年7月12日  | Howling over the World                      | 花海佑芽（松田彩音）、秦谷美鈴（春咲暖）、十王星南（陽高真白）       | 「Howling over the World」               | ゲーム『学園アイドルマスター』関連曲                           |
| 2025年7月19日  | ミラクルナナウ(ﾟ∀ﾟ)！                       | 花海佑芽（松田彩音）、秦谷美鈴（春咲暖）、十王星南（陽高真白）       | 「ミラクルナナウ(ﾟ∀ﾟ)！」                | ゲーム『学園アイドルマスター』関連曲                           |
| 2025年11月19日 | Begrazia 1st Single「Star-mine」            | Begrazia                                                             | 「Star-mine」                            | ゲーム『学園アイドルマスター』関連曲                           |
| 2025年11月19日 | Begrazia 1st Single「Star-mine」            | 秦谷美鈴（春咲暖）                                                   | 「Star-mine」                            | ゲーム『学園アイドルマスター』関連曲                           |

### シリーズ一覧
1. ↑  第1クール（2023年）、第2クール（2024年）